# Máik Galákosz
Máik Galákosz (Pireusz, 1951. november 23. –) görög válogatott labdarúgó, edző.

## Fordítás
- Ez a szócikk részben vagy egészben  a   Maik Galakos című angol Wikipédia-szócikk fordításán alapul.  Az eredeti cikk szerkesztőit annak laptörténete sorolja fel. Ez a jelzés csupán a megfogalmazás eredetét és a szerzői jogokat jelzi, nem szolgál a cikkben szereplő információk forrásmegjelöléseként.